# Jaala

Wappen der ehemaligen Gemeinde Jaala

Jaala  [ˈjɑːlɑ] ist eine ehemalige Gemeinde im Süden Finnlands und heute ein Teil der Stadt Kouvola.
Jaala liegt im Norden der Landschaft Kymenlaakso. Das rund 30 Kilometer nordwestlich des Stadtzentrums von Kouvola am Ufer des Pyhäjärvi-Sees gelegene Kirchdorf Jaala hat rund 900 Einwohner. Die Gemeinde Jaala umfasste daneben die Dörfer Huhdasjärvi, Kimola, Paljakka-Pökölä, Siikava, Uimila und Verla und hatte eine Fläche von 563,5 km². Die Gegend von Jaala ist reich an Seen (fast ein Viertel des ehemaligen Gemeindegebiets wird von Binnengewässern bedeckt) und ländlich geprägt. Die Einwohnerzahl der Gemeinde Jaala betrug zuletzt 1855. Somit war die Bevölkerungsdichte bei 4,3 Einwohnern pro Quadratkilometer für Südfinnland sehr niedrig.
Die Kartonfabrik von Verla im ehemaligen Gemeindegebiet von Jaala gehört seit 1996 zur Liste des Weltkulturerbes der UNESCO. Die Fabrik war von 1882 bis 1964 in Betrieb und wurde danach in ein Industriemuseum umgewandelt.
Die Gemeinde Jaala besteht seit 1877. Zuvor war der Ort Teil des Kirchspiels Iitti. Bis zur Fertigstellung der Kirche von Jaala im Jahr 1878 waren die Bewohner von Jaala mit dem Boot über den Pyhäjärvi zur Messe nach Iitti gefahren. Zum Jahresbeginn 2009 wurde Jaala zusammen mit Anjalankoski, Kuusankoski, Valkeala und Elimäki in die Stadt Kouvola eingemeindet.

## Bilder

Die Kirche von Jaala
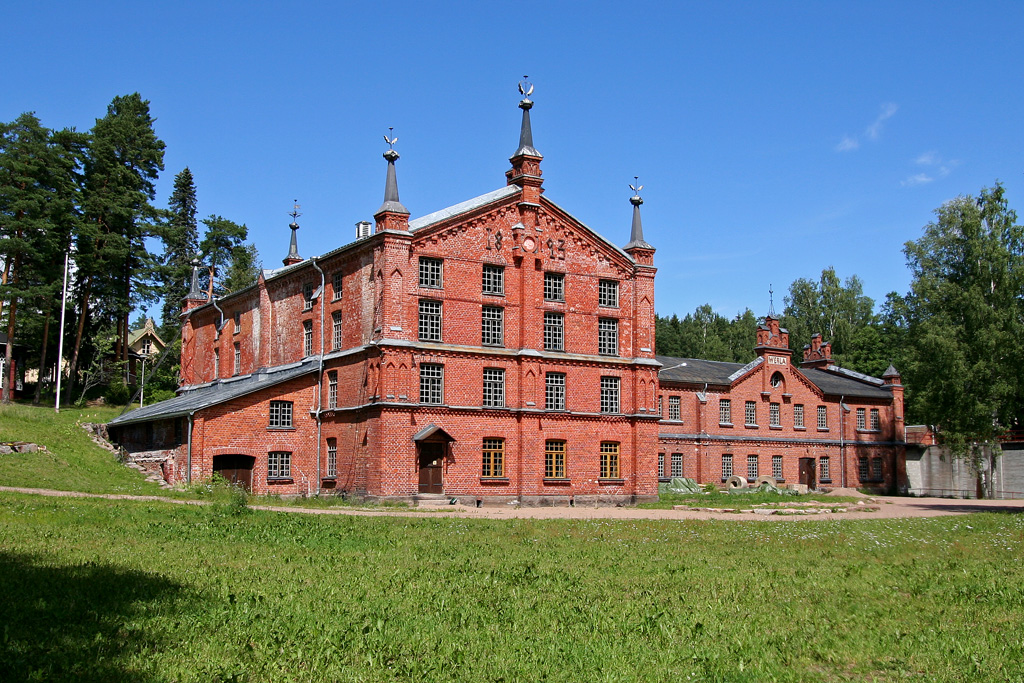
Kartonfabrik von Verla
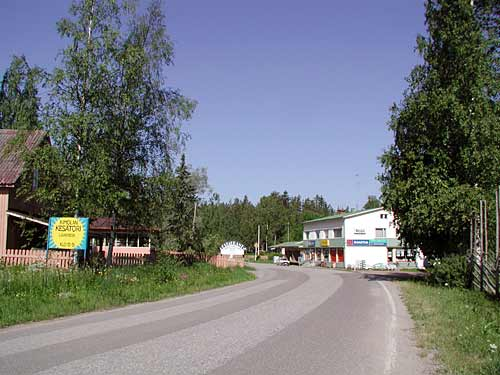
Dorfansicht von Kimola